# Mattarello (cognome)
Mattarello è un cognome di lingua italiana.

## Varianti
Mattarelli, Tarelli, Tarello.

## Origine e diffusione
Il cognome è tipicamente settentrionale.
Potrebbe derivare dal termine latino mataris, "giavellotto", successivamente inteso come bastone. È affine ai cognomi Mazza, Bastoni, Randello e Scipione.